# Jan Saenredam

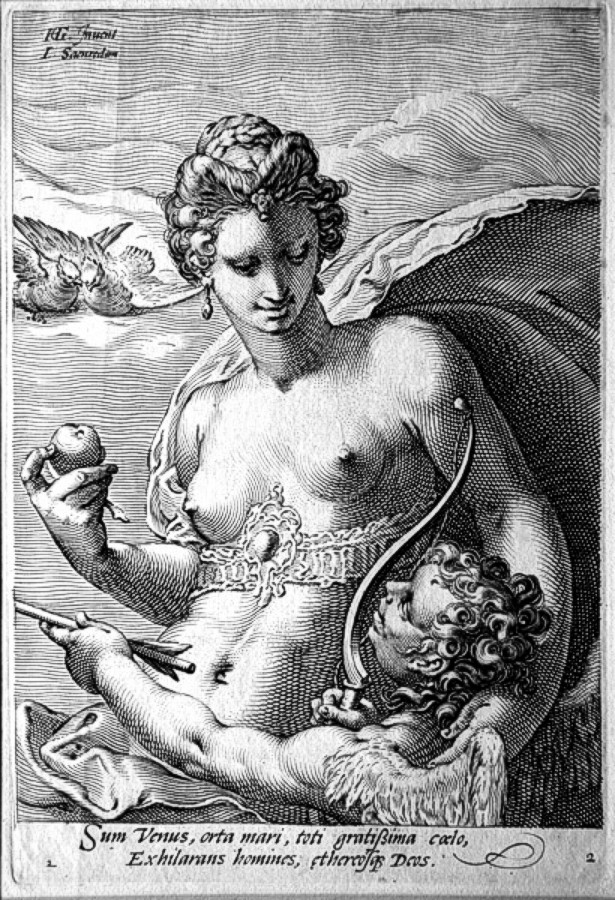
Gravure, Vénus et Cupidon.

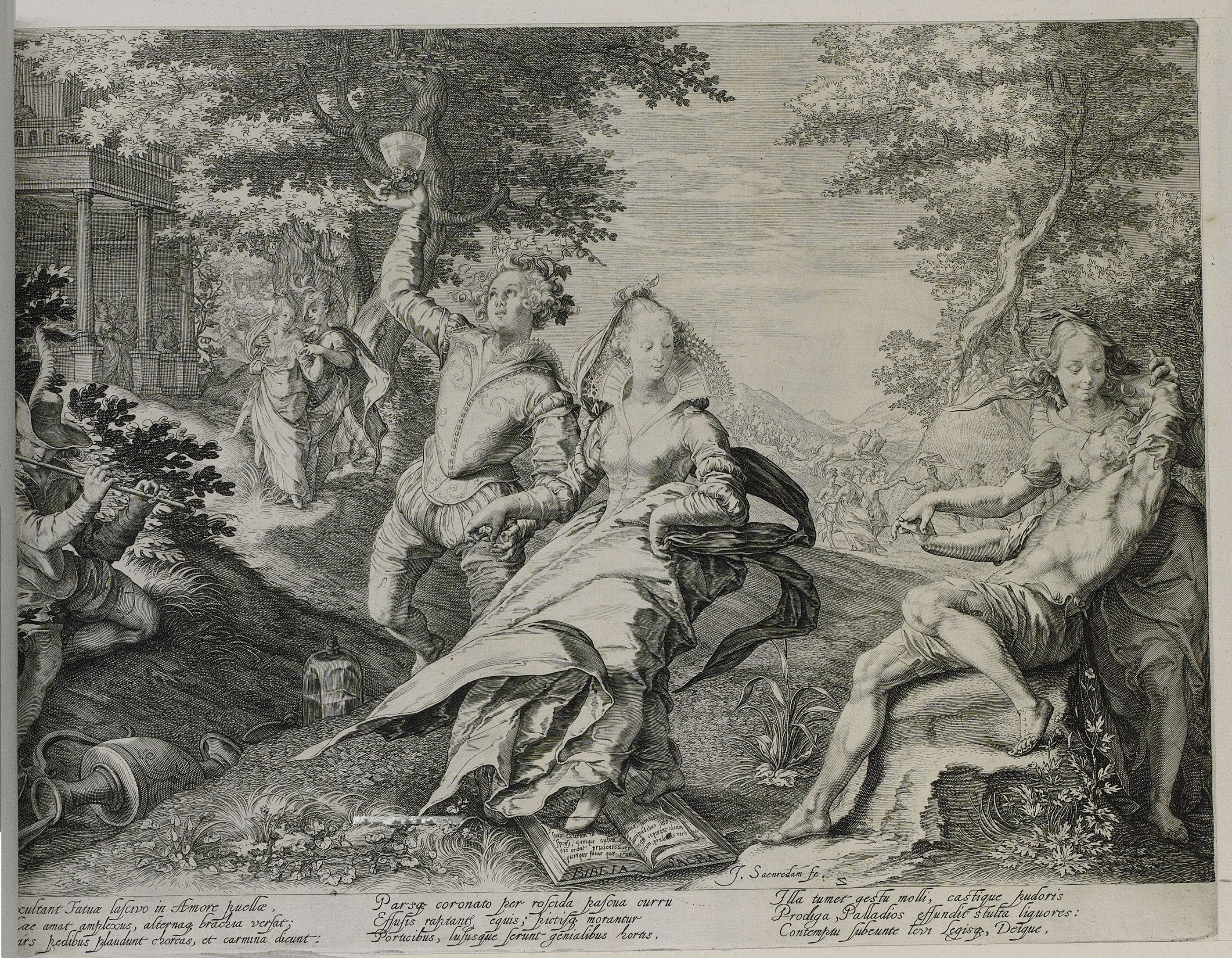
Parabole des dix Vierges

Jan Pieterszoon Saenredam, né à Zaandam en 1565 et mort à Assendelft le 6 avril 1607, est un peintre néerlandais maniériste, dessinateur, graveur et cartographe. Il est renommé pour ses œuvres allégoriques inspirées de la mythologie classique et de la Bible. Il est le père de Pieter Jansz Saenredam, peintre d'intérieurs d'église.

## Biographie
Jan Saerendam est né en 1565 à Zaandam aux Pays-Bas. Orphelin, il vit avec son oncle, Pieter de Jongh, régisseur à Assendelft, qui l'envoie apprendre la vannerie. Il est doué, apprend à écrire et lire, et étonne même ses professeurs en décorant ses textes de dessins. Un exemple de ses prouesses calligraphiques, une reproduction des dix commandements, peut se voir à la Maison Assum près de Heemskerk (résidence du Seigneur d'Assendelft). Destiné au commerce ou à l'agriculture, il montre un tel talent artistique qu'il devient apprenti cartographe. Sa première carte date de 1589 et représente la province de Hollande ; elle illustre l'atlas de Lodovico Guicciardini (en se référant à une œuvre de Lodovico Guicciardini intitulée La Description des Pays-Bas). Un avocat nommé Spoorwater tot Assendelft lui rend visite et fait de lui son protégé par le truchement d'un bienfaiteur qui convainc son tuteur de lui laisser mettre ses dons à profit. Il peut financer ses cours de dessin et de peinture auprès de Hendrick Goltzius à Haarlem et devient maitre en 1589, à l'âge de 24 ans.
Après avoir travaillé un temps avec Goltzius, il est témoin de la jalousie et de la rivalité, ce qui le pousse à partir travailler à Amsterdam durant deux ans. Il revient ensuite à Assendelft où il se marie et installe son atelier. Sa première gravure représente les douze apôtres d'après un dessin de Karel van Mander. Il reproduit des impressions des œuvres d'Abraham Bloemaert, de Cornelis van Haarlem, de Polydore de Caravage, et de sa propre création. 
Selon le Rijksmuseum, il quitte Amsterdam et revient à Assendelft, où il épouse Anna Pauwelsdochter. Il meurt du typhus le 6 avril 1607 et est enterré dans le chœur de l'église Saint Adolphus à Assendelft ; on lit sur sa tombe Ioannis Saenredam Sculptoris celeberrimi. Jan lègue à son épouse un important patrimoine immobilier, qui résulte de lucratifs placements dans la Compagnie néerlandaise des Indes orientales.